# Козинец, Валерий Евсеевич
Вале́рий Евсе́евич Козине́ц (9 мая 1939 — 8 ноября 2020, Санкт-Петербург) — советский актёр театра и кино, сценарист.

## Биография
В 1960-е годы окончил актёрский факультет ВГИКа, зачислен актёром Московского театра имени М. Н. Ермоловой. Тогда же начал сниматься в кино.
 С 1971 по 1977 годы — актёр Театра-студии киноактёра.
В 1972 году снялся в главной роли в экранизации поэмы А. С. Пушкина «Руслан и Людмила» режиссёра Александра Птушко.
 Первоначально Валерий Козинец должен был играть Рогдая, одного из трёх соперников Руслана. Когда в августе 1970-го съёмочная группа выехала на натурные съёмки в Александров, где уже были отстроены огромные декорации, утверждённый на роль Руслана Олег Видов сильно задерживался в Крыму. Тогда, чтобы не допустить простоев группы, по инициативе главного оператора Игоря Гелейна на роль Руслана был попробован Козинец.

Вообще, этому человеку были рады в любом доме Александрова. Многие даже не знали его настоящего имени, для них он был просто «наш Руслан».
— из воспоминаний В. С. Малова, научного сотрудника музея-заповедника «Александровская Слобода».
C 1977 года — актёр Студии киноактёра киностудии «Ленфильм». Много снимался в кино, но таких звёздных ролей, как в «Руслане и Людмиле» больше не случилось, за исключением одной из главных ролей в фильме «Семьдесят два градуса ниже нуля» где актёр в кадре спел песню Владимира Высоцкого «Белое безмолвие». Параллельно занимался дубляжом зарубежных и картин союзных республик.
В последующие годы Валерий Козинец оставил карьеру артиста и перебрался жить в деревню, где вёл хозяйство.
 Занимался написанием сценариев.

### Семья
Валерий Козинец был трижды женат.
 Вторая жена — Наталия Птушко (1926—2008), в ту пору бывшая ассистентом и вторым режиссёром на «Мосфильме». Со второй женой расстался так же быстро, как и с первой. С Людмилой, которую повстречал в 1974 году, вырастил сына.

## Фильмография
- 1964 — Всё для вас — Костя Гребешков
- 1967 — Разбудите Мухина! — Спартак / машинист метропоезда
- 1968 — Улыбнись соседу — Юрий Иванов, старшина милиции
- 1969 — Только три ночи — Николай
- 1970 — Я — 11-17 (телефильм, 2 сер.) — Ширер
- 1971 — Лёгкая командировка (фильм-спектакль)
- 1972 — Без трёх минут ровно — Степан, тракторист
- 1972 — Руслан и Людмила — Руслан
- 1973 — Друзья мои (киноальманах). Татьяна-Борис-Табор (3 новелла) — шофёр
- 1974 — Кыш и Двапортфеля — Володькин, старший лейтенант милиции
- 1974 — Морские ворота — Эдгар
- 1974 — Фронт без флангов — эпизод
- 1975 — На край света... — влюблённый
- 1975 — Обретёшь в бою — Мордовец
- 1975 — Пошехонская старина — Ермолай
- 1975 — Принимаю на себя — эпизод
- 1976 — Семьдесят два градуса ниже нуля — Алексей Антонов
- 1976 — Додумался, поздравляю! — прапорщик милиции Рыжкин
- 1977 — В ночь на новолуние — Василий Кораблев, сельский учитель, большевик
- 1978 — Сегодня или никогда — Андрей Николаевич Новожилов
- 1979 — Выбор (короткометражный) — мужчина на аттракционе
- 1979 — Инженер Графтио — Сергей Александрович, инженер
- 1980 — Крик гагары — Шулепов
- 1980 — Последний побег — сосед
- 1981 — Встреча у высоких снегов — Матвей Колосов, большевик
- 1981 — Флория Тоска
- 1982 — В старых ритмах — конферансье
- 1982 — Остров сокровищ — пират
- 1983 — Демидовы — мастер
- 1984 — Три процента риска — эпизод
- 1984 — Челюскинцы — Загорский, боцман
- 1987 — Ищу друга жизни — Антон, приятель Ивана, хозяин квартиры
- 1987 — Три лимона для любимой — эпизод
- 1990 — Битва трёх королей (СССР, Марокко, Испания, Италия)
- 1991 — Откровение Иоанна Первопечатника — Пётр Мстиславец
- 1991 — Изыди! — Савелий
- 1993 — Тихие страницы — эпизод
- 1996 — Преемник (США)
- 2001 — Агентство НЛС. 10 серия — Федотов
- 2002 — Русский ковчег — эпизод
- 2003 — Любовь императора — доктор Боткин
- 2003 — Я все решу сама-2. Голос сердца — эпизод
- 2007 — Дочки-матери — эпизод

### Сценарист
- 2011 — Мы объявляем вам войну (мини-сериал)

### Озвучивание
- 1961 — Тайны Бургундского двора / Le miracle des loups (Франция, Италия)
- 1976 — На грани провала / Povratak otpisanih… (Югославия)
- 1976 — Просчет лейтенанта Слейда / Potato Fritz (ФРГ)
- 1977 — Первая любовь Насреддина (СССР) — роль Хашима Гадоева
- 1977 — Лесные фиалки / Metskannikesed (СССР) — роль А. Юкскюла
- 1978 — Вожди Атлантиды / Warlords Of Atlantis (Великобритания)
- 1978 — Немая папка / A néma dosszié (Венгрия)
- 1979 — Счастье на задворках / Glück im Hinterhaus (ГДР)
- 1980 — Король и птица / Le Roi et l’Oiseau (Франция)
- 1981 — На грани веков (СССР)
- 1981 — Янку Жиану — гайдук / Iancu Jianu, haiducul (Румыния)
- 1982 — Вердикт / The Verdict (США)
- 1982 — Янку Жиану — сборщик налогов / Iancu Jianu, zapciul (Румыния)
- 1988 — Голубая бездна / Le grand bleu (Франция, США, Италия)